# ライト モデルR

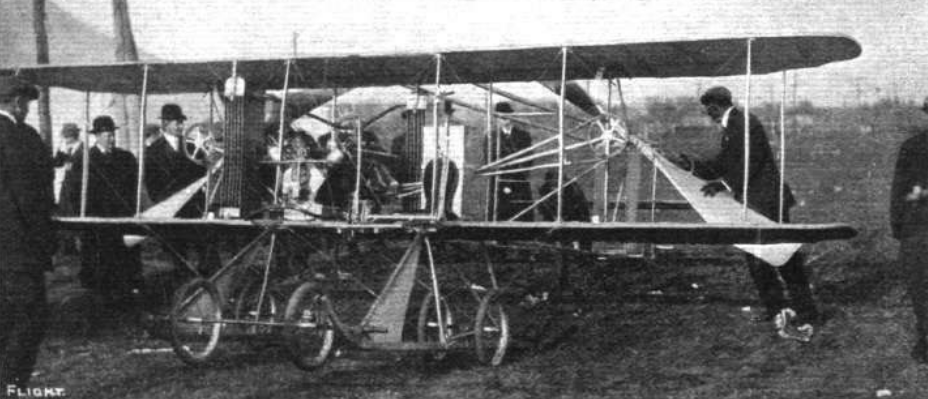
The "Baby Grand"

ライト モデルR（Wright Model R）は1910年にライト・カンパニーが製作した競技用機である。ロードスターまたはベビー・ライトとも呼ばれた。
複葉で、ビーム支持された2組の垂直尾翼を持つのモデルBをもとに2機が製作された。30 hp (22 kW) の4気筒エンジンで2組のプロペラをチェーンで駆動した。1910年11月にベルモント・パークの国際飛行競技会にアレクサンダー・オジルビーの操縦で出場した。1機はエンジンを60 hp (45 kW) V-8エンジンに強化し、翼幅を6.53 mに縮小し、高速化したもので、Baby Grandと呼ばれた。オービル・ライトはBaby Grandで110 km/hの速度を記録した。1910年のゴードン・ベネット・カップに、2機は出場し、オジルビーのモデルRは2位に入賞したが、ウォルター・ブルキンス(Walter Brookins)のBaby Grandはレース当日の飛行練習でエンジントラブルで墜落した。オジルビーの機体もレース中にエンジン修理に1時間を費やしたが2位に留まった。Baby Grandは1911年のゴードン・ベネット・カップに50 hp (37 kW) のN.E.C.エンジンに換装して参加し、オジルビーは4位となった。

## 仕様
- 乗員：1名
- 全長：8.2 m
- 翼幅：8.08 m
- エンジン：Wright 4-cylinder water-cooled piston engine, 30 hp (22 kW)